# Flora and Son
Flora and Son es una película de comedia dramática musical de 2023 escrita y dirigida por John Carney, con canciones originales de Carney y Gary Clark, y protagonizada por Joseph Gordon-Levitt, Eve Hewson, Jack Reynor y Orén Kinlan.
La película se estrenó en el Festival de Cine de Sundance de 2023 y fue estrenada el 22 de septiembre de 2023 de forma limitada, antes de comenzar a transmitirse el 29 de septiembre de 2023 en Apple TV+.

## Sinopsis
La serie tiene lugar en Dublín. Madre soltera, ya no sabe como tratar con su hijo Max. Siguiendo los consejos de la policía, Flora busca un pasatiempo para Max e intenta entretenerlo con una guitarra acústica. Con la ayuda de un músico, al pie de la ola, afincado en Los Ángeles, Flora y Max descubren el poder de la música. Nacida de la mente musical de John Carney "Flora and son", explora el vínculo entre una madre y su película, en el camino hacia una nueva armonía.

## Reparto
- Eve Hewson como Flora
- Joseph Gordon-Levitt como Jeff
- Orén Kinlan como Max
- Jack Reynor como Ian
- Sophie Vavasseur como Juanita
- Kelly Thornton como Heart

## Estreno
La película se estrenó en el Festival de Cine de Sundance de 2023 el 22 de enero de 2023. Según los informes, las canciones produjeron una "ovación de pie espontánea y entusiasta" durante su primera proyección. Dos días después del estreno, Apple TV+ compró los derechos de distribución por "poco menos" de 20 millones de dólares.